# Sanhe (socken i Kina, Hunan, lat 28,68, long 111,98)
Sanhe (kinesiska: 三和, 三和乡) är en socken i Kina. Den ligger i provinsen Hunan, i den södra delen av landet, omkring 110 kilometer nordväst om provinshuvudstaden Changsha. Antalet invånare är 18433. Befolkningen består av 8 801 kvinnor och 9 632 män. Barn under 15 år utgör 18,0 %, vuxna 15-64 år 70 %, och äldre över 65 år 11,0 %.
Genomsnittlig årsnederbörd är 1 680 millimeter. Den regnigaste månaden är maj, med i genomsnitt 312 mm nederbörd, och den torraste är december, med 46 mm nederbörd.